# Begraafplaats van Marquette-lez-Lille
De Begraafplaats van Marquette-lez-Lille is een gemeentelijke begraafplaats in de Franse gemeente Marquette-lez-Lille. De begraafplaats ligt in de wijk Le Touquet, in het noorden van de gemeente.
De begraafplaats werd geopend in 1873 ter vervanging van de oude begraafplaats in het dorpscentrum. Achteraan op de begraafplaats werd een kruisbeeld opgetrokken. Centraal werd in 1904 een eerste monument voor oorlogsslachtoffers opgetrokken. Het monument werd later verplaatst naar de voorkant van de begraafplaats.

## Britse oorlogsgraven
Op de begraafplaats bevinden zich drie Britse militaire graven met gesneuvelden uit de Eerste Wereldoorlog. Een van de graven is niet geïdentificeerd. De graven worden onderhouden door de Commonwealth War Graves Commission. In de CWGC-register is de begraafplaats opgenomen als Marquette Communal Cemetery.